# Penicillium sabulosum
Penicillium sabulosum är en svampart som beskrevs av Pitt & A.D. Hocking 1985. Penicillium sabulosum ingår i släktet Penicillium och familjen Trichocomaceae.   Inga underarter finns listade i Catalogue of Life.